# Hermann Ebbinghaus
Hermann Ebbinghaus (n. 1850, Barmen — d. 1909, Breslau, în prezent Wroclaw, Polonia) a fost un psiholog german cunoscut pentru cercetările sale asupra memoriei și pentru descoperirea a ceea ce se numește curba învățării.
Și-a desăvârșit studiile la Universitățile din Bonn, Halle și Berlin, iar apoi a fost profesor în instituții de învățământ similare din Berlin, Breslau și Halle. Preocupat în mod deosebit de psihologia experimentală, a studiat diferite aspecte referitoare la procesul de uitare, făcând experimente pe el însuși, în urma cărora a scris lucrarea "Asupra memoriei".
Împreună cu Arthur König a fondat în 1890 prima revistă germană de psihologie generală „Zeitschrift für Physiologie und Psychologie der Sinnesorgane”
(Revista de fiziologia și psihologia organelor de simț)